# Internalizm
Internalizm to stanowisko w epistemologii dotyczące wiedzy, wedle którego podmiot posiadający wiedzę musi być świadomy racji uzasadniania jej. Podmiot posiada wiedzę, gdy jej uzasadnienie dokonuje się w odniesieniu do przeżyć świadomych podmiotu. Bez wspomnianej świadomości nie ma wiedzy. Jako stanowisko powstał po II wojnie światowej. Jego przeciwieństwem jest eksternalizm.